# Stenopeggia carinata
Stenopeggia carinata är en insektsart som beskrevs av Van Stalle 1988. Stenopeggia carinata ingår i släktet Stenopeggia och familjen Derbidae. Inga underarter finns listade i Catalogue of Life.